# Хохлов, Рем Викторович
Рем Ви́кторович Хохло́в (15 июля 1926, Ливны, Орловская губерния — 8 августа 1977, Москва) — советский физик, один из основоположников нелинейной оптики. С 1973 по 1977 г. — ректор Московского государственного университета имени М. В. Ломоносова.

## Биография
Родился 15 июля 1926 года в городе Ливны Орловской губернии. Отец — Виктор Христофорович Хохлов, бывший комсомольский работник, политрук эскадрона, выпускник Московского энергетического института; мать — Мария Яковлевна Васильева, окончила физический факультет МГУ и была оставлена работать на кафедре.
Детство в предвоенные годы прошло в Москве. В 1941 году окончил семилетку, три года работал автослесарем. Затем, сдав экстерном экзамены за курс средней школы, поступил в Московский авиационный институт, откуда годом позже перевёлся на физфак Московского государственного университета, где прошла вся его дальнейшая жизнь от студента физического факультета до ректора.
Будучи студентом, Хохлов увлёкся физикой колебаний, законы которой в силу их универсальности подвели молодого исследователя к широкому комплексу проблем. Некоторые из них решались уже в аспирантуре на кафедре колебаний радиофизического отделения физического факультета, где ещё студентом Хохлов подготовил к публикации свою первую печатную работу.
В 1952 году после окончания аспирантуры физического факультета по кафедре физики колебаний защитил кандидатскую диссертацию, посвящённую теории нестационарных явлений в волноводах. С этого же года — на преподавательской работе в МГУ. В 1959 г. был направлен в годичную научную командировку в Стэнфордский университет (США). В 1962 г. защитил докторскую диссертацию, совместно с С. А. Ахмановым организовал в МГУ первую в СССР лабораторию нелинейной оптики. С 1963 г. профессор МГУ. В 1960-е годы Хохлов стал крупнейшим учёным, внеся серьёзный научный вклад в развитие нелинейной оптики, радиофизики, теории колебаний, акустики и квантовой электроники.
Признание в научном мире Хохлову принесли два изданных в 1961 году труда: «К теории ударных радиоволн в нелинейных линиях» и «О распространении волн в нелинейных диспергирующих линиях». Первая монография заложила основы теоретической нелинейной акустики, вторая сформировала основание теории распространения электромагнитных волн в нелинейных средах.
В 1964 г. вышла первая в мировой литературе монография, посвящённая проблемам нелинейной оптики. Впоследствии расширяющиеся интересы Рема Викторовича привели его к фундаментальным проблемам нелинейной акустики. Хохлов выдвинул ряд принципиальных идей по созданию лазеров новых типов и по лазерной спектроскопии, организовал кафедру волновых процессов в Московском университете.
В 1966 г. он был избран членом-корреспондентом, а в 1974 г. академиком АН СССР. С 1975 г. Хохлов — член Президиума, а с 1977 г. и. о. вице-президента АН СССР. Лауреат премии имени М. В. Ломоносова I степени (1964). Лауреат Ленинской премии (1970) и Государственной премии СССР (1985 г., посмертно).
В 1973 году Хохлов стал ректором Московского университета. На этом посту Хохлов обратил особое внимание на перспективу развития широких межфакультетских связей, создание лабораторий, организацию многоплановых экспедиций, открытие проблемных центров. Он призывал к взаимодействию университетских коллективов в решении комплексных задач науки, образования и производства. Расширению межфакультетского общения учёных способствовал и Клуб учёных МГУ, председателем Правления которого он был в течение нескольких лет до своего назначения ректором и деятельность которого он активно поддерживал и будучи ректором.
В годы его ректорства в университете биолого-почвенный факультет был разделён на два самостоятельных факультета биологический и почвоведения, были созданы научные координационные советы по философским проблемам экологии и по вопросам взаимодействия человека и биосферы, подписаны соглашения о научном обмене между МГУ и университетами Японии и США.
В это время на строительстве Байкало-Амурской магистрали работали комплексная инженерно-геологическая экспедиция геологического факультета и студенческий учебно-научный отряд биологического факультета по конкретным проблемам народного хозяйства в условиях неизученных районов. В октябре 1975 г. университет принимал космонавтов и астронавтов советско-американского полёта «Союз-Аполлон». В 1976 г. было построено новое студенческое общежитие на 2400 мест на проспекте Вернадского и организовано льготное питание по абонементам для студентов первого курса. В этом же году проводилась координация учебных планов Московского и Софийского государственных университетов в соответствии с комплексной программой экономической интеграции стран-членов Совета экономической взаимопомощи.
В августе 1975 г. Хохлов избран вице-президентом Международной ассоциации университетов. С 1974 г. депутат Верховного Совета СССР. В 1976 году на 25-м съезде КПСС был избран членом Центральной ревизионной комиссии КПСС (член КПСС с 1951 года). Иностранный член Болгарской академии наук (1976).
Летом 1977 года Хохлов, альпинист с более чем двадцатилетним стажем, кандидат в мастера спорта по альпинизму, предпринял восхождение на Пик Коммунизма на Памире. Спасательные работы для другой экспедиции не позволили провести акклиматизацию перед сложным восхождением. Когда до вершины оставалось несколько сот метров, группа начала вынужденный спуск. Хохлов был снят с высоты более 6 тысяч метров вертолётом и доставлен в Душанбе, а затем в Москву. 8 августа 1977 года Рем Хохлов скончался. Похоронен на Новодевичьем кладбище в Москве.

## Память
В честь Р. В. Хохлова названы альпклуб МГУ, улица на территории МГУ, а также Центральная физическая аудитория физического факультета МГУ, пик Хохлова высотой 6708 метров (рядом с пиком Коммунизма).
15 мая 1981 года на корпусе нелинейной оптики МГУ (Ленинские горы, д.1, стр. 62) была открыта мемориальная доска с его именем.
В 2002 учреждён переходящий Кубок памяти Рема Хохлова, вручаемый победителю лыжной гонки, проводимой МГУ совместно с Московским альпинистским клубом среди лыжников-альпинистов МГУ и города Москвы.
Имя академика Хохлова носило рефрижераторное судно Латвийского морского пароходства.

## Семья
Был женат на дочери химика М. М. Дубинина Елене Михайловне, доценте физического факультета МГУ.
Один из сыновей, Алексей Хохлов (р. 1954) — специалист по физике и химии полимеров, академик РАН (2000), проректор МГУ, заведующий кафедрой полимеров и кристаллов физического факультета МГУ.
Второй сын, Дмитрий Хохлов (р. 1957) — также физик, член-корреспондент РАН (29.05.2008), заведующий кафедрой общей физики и физики конденсированного состояния физического факультета МГУ, специалист в области физики полупроводников.

## Публикации

### Научные труды
- Хохлов Р. В. О нестационарных процессах в волноводе // Вестник МГУ. — 1948. — Т. 8. — С. 49-62.
- Краснушкин П. E., Хохлов Р. В. Пространственные биения в связанных волноводах // Журнал технической физики. — 1949. — Т. 19. — №. 8. — С. 931—942.
- Krasnushkin P. E., Khokhlov R. V. Spatial beats in coupled wave guides. // — National Research Council of Canada, 1952.
- Хохлов Р. В. Об одном асимптотическом выражении для присоединённых функций Лагерра // ДАН СССР. — 1952. — Т. 85, № 5. — С. 975—976.
- Хохлов Р. В. К теории захватывания при малой амплитуде внешней силы // ДАН СССР. — 1954. — Т. 97, № 3. — С. 411—414.
- Хохлов Р. В. К теории ударных радиоволн в нелинейных линиях // Радиотехника и электроника. — 1961. — Т. 6, № 6. — С. 917—925.
- Хохлов Р. В. О распространении волн в нелинейных диспергирующих линиях // Радиотехника и электроника. — 1961. — Т. 6, № 7. — С. 1116—1127.
- Ахманов С. А., Сухоруков А. П., Хохлов Р. В. Самофокусировка и дифракция света в нелинейной среде // УФН. — 1967. — Т. 93, № 9. — С. 19—70.

### Прочее
- академик Р. Хохлов. Впервые в истории радиотехники // «Правда» от 16 сентября 1975. стр.3

## Фильмы
- Документальный фильм «Рем Хохлов. Последняя высота», Россия, 2006 год. Режиссёр: Александр Капков. Автор сценария: Наталия Спиридонова.
- Документальный фильм «Рем Хохлов. Такой это был человек». СССР, 1979 год. Режиссёр: В. Раменский. Автор сценария: Алла Гербер.